# Amsterdam Pirates
Amsterdam Pirates est un club néerlandais de baseball basé à Amsterdam qui évolue dans le Honkbal hoofdklasse, la division d'élite de ce sport aux Pays-Bas. C'est le deuxième club le plus important des Pays-Bas.

## Histoire
Le club est fondé en 1959 comme une extension du club de football SV Rap, aussi le nom adopté est Rap Pirates. En 1974, le club devient indépendant de la structure omnisports du Rap devent Amsterdam Pirates.
Basés dans l'ouest d'Amsterdam dans le quartier d'Osdorp, les Pirates jouent à domicile au Sportpark Ookmeer.
Deux fois champions des Pays-Bas en 1987 et 1990, les Pirates décrochent la troisième place en 1988 et 1991 en Coupe d'Europe.

## Palmarès
- Champion des Pays-Bas : 1987, 1990, 2008.